# Impero d'Etiopia
L'Impero d'Etiopia (in amarico መንግሥተ፡ኢትዮጵያ, Mängəstä Ityop'p'ya), noto anche come Abissinia, è stato un impero africano fondato nel 1137 in quella zona geografica che oggi viene chiamata Eritrea ed Etiopia, quando il monaco Tekle Haymanot, proclamando la continuità con l'antico regno di Axum, spodestò l'ultimo discendente della regina Yudit e fondò la dinastia Zaguè.
Governato quasi ininterrottamente dall'etnia Habesha (da cui il nome "Abissinia"), composta dai popoli Tigrini e Amhara, l'impero etiope riuscì a respingere gli eserciti arabi e turchi e ad avviare amichevoli relazioni con diversi Paesi europei.
Dopo il periodo dell'occupazione italiana dal 1936 al 1941, l'Etiopia rimase fino al 1974 uno dei tre soli Paesi al mondo governati da un imperatore.

## Storia

### Dinastia Zaguè
Nel 1137 Mara Teclè Haimanòt fondò la dinastia Zaguè di etnia agau e sposò una figlia dell'ultimo re di Axum, Dil Na'od, per affermare la sua legittimità alla successione al trono etiope. La capitale era Adafa, non lontano dalla moderna Lalibela nelle montagne del Lasta. Gli Zaguè ripristinarono come religione di Stato il cristianesimo, riprendendo così le tradizioni axumite.
Il periodo di Zaguè è ancora avvolto nel mistero e anche il numero dei re di questa dinastia è contestato. Alcune fonti danno i nomi di undici re che avrebbero governato per 354 anni, altre elencano soltanto cinque re che avrebbero regnato per 143 anni. Henze riferisce l'esistenza di almeno una lista che contiene 16 nomi.
Secondo Buxton l'area sotto il dominio diretto dei re Zaguè "probabilmente abbracciava gli altipiani della moderna Eritrea e di tutta la provincia Tigrai, che si estendeva verso sud a Uàg, Lasta e la (provincia di Uollo) e verso ovest, verso il Lago Tana (Beghemeder)".

### Ascesa della dinastia Salomonide

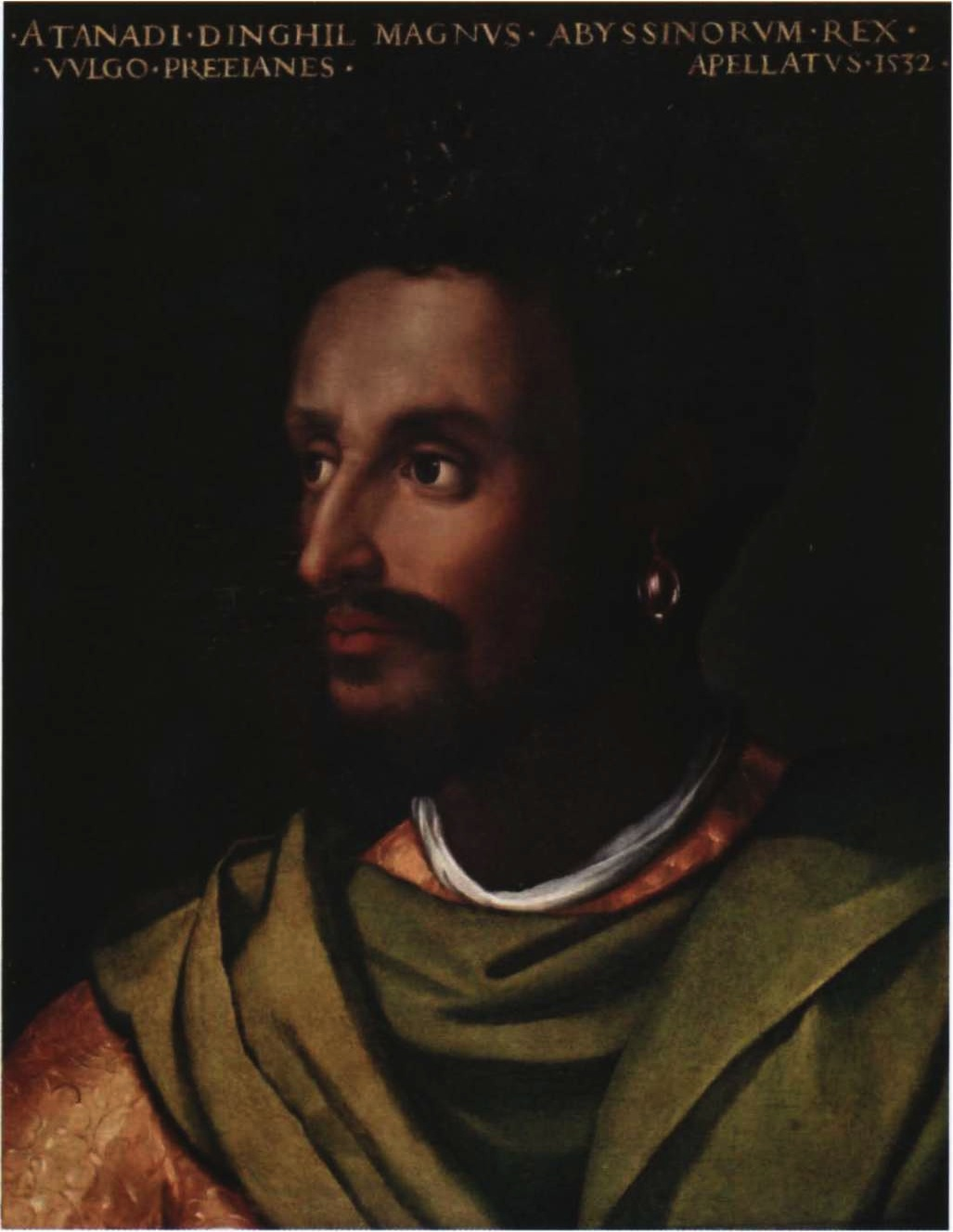
L'imperatore Davide II

Il 10 agosto 1270 (data con cui la storiografia segna l'inizio dell'Impero d'Etiopia) la dinastia Zaguè fu rovesciata dal principe Yekuno Amlak, di etnia amhara, che sosteneva di discendere dai re axumiti e quindi dal re Salomone. Yekuno Amlak uccise l'ultimo re Zaguè (noto come Za-Ilmaknun, probabilmente Yetbarak.) presso la chiesa di San Qirqos a Gaynt, sulla riva nord del fiume Bashiloe, e trasferì la sua corte a Tegulet come nuova capitale del nuovo regno (comprendente le attuali regioni di Amhara e Shewa). L'Imperatore fondò quindi la dinastia Salomonide, abissina, che avrebbe regnato sull'Etiopia quasi ininterrottamente per circa sette secoli.
Alla sua morte, avvenuta nel 1285, gli succedette il figlio Yagbéa-Syon, che sconfiggendo il sultanato di Adal si assicurò il controllo delle rotte commerciali con l'Egitto, inaugurando un periodo di prosperità per il regno.
Nel 1328 l'impero si espande verso oriente: infatti, in risposta alle persecuzioni contro i cristiani copti perpetrate dal sultano mamelucco d'Egitto, l'imperatore Amda Seyon I conquista il sultanato di Fatajar e Ifat, distruggendo e saccheggiando la capitale di quest'ultimo. Nonostante tutto già all'epoca l'impero soffriva di un eccessivo frazionamento (lo storico egiziano Maqrizi parla di ben 99 re che sfilarono alla corte di Tegulet).
Il figlio di Amda Seyon, Saifa-Arad, salì al trono nel 1344 e con lui l'impero acquisì un tale prestigio da diventare il protettore ufficiale del Patriarcato di Alessandria: quando nel 1352 il patriarca venne arrestato e imprigionato dai mamelucchi, egli compì un ardito raid nella valle del Nilo, giustiziando o convertendo con la forza le carovane in transito.
Nei successivi due secoli l'impero continuò a combattere con i vicini regni musulmani e in particolare con il sultano di Adal, con risultati altalenanti.

### Contatti con i portoghesi

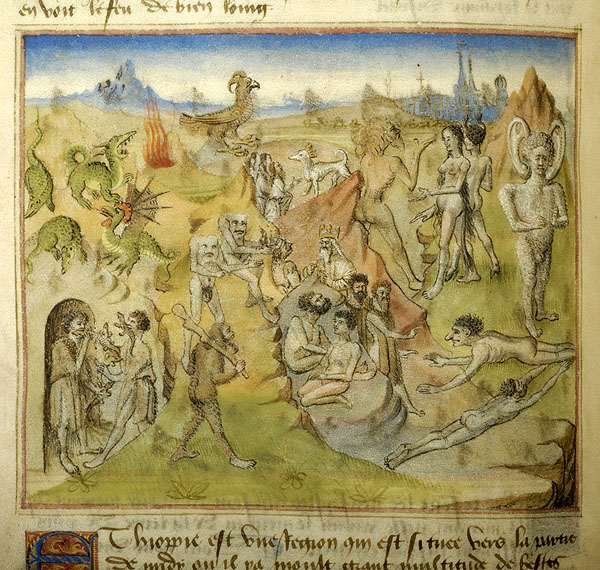
Il Regno d'Etiopia come immaginato dagli europei (Livres des Merveilles du Monde, 1460)

A partire dal XV secolo ebbero inizio i primi contatti tra gli imperatori etiopi e i regnanti europei, ma solo nel secolo successivo si stabilirono i primi accordi continuativi tra l'Impero d'Etiopia e il Regno del Portogallo.
Verso la fine del XV secolo l'esploratore portoghese Pêro da Covilhã giunse in Etiopia mentre era in missione per consegnare una lettera al Prete Gianni, il sovrano di un leggendario regno cristiano dell'estremo oriente (un mito molto diffuso nell'Europa medioevale). Covilhã fu accolto alla corte del negus e ritenne di aver raggiunto il proprio obiettivo. Il negus ricevette quindi la lettera indirizzata al Prete Giovanni e a sua volta inviò una missiva al re del Portogallo, chiedendogli sostegno nello scontro con i musulmani. Nel 1520 una flotta portoghese entrò nel Mar Rosso, rimanendovi circa 6 anni. Uno dei membri di questa ambasciata era Francisco Álvares, che scrisse un importante resoconto sull'Etiopia dell'epoca.

### Guerra con il sultanato di Adal
I portoghesi aiutarono l'imperatore Davide II e il suo successore Claudio a contrastare l'invasione araba.
Fra il 1528 e il 1540 l'imam di Harrar, Ahmad ibn Ibrihim al-Ghazi (Ahmed Gragn), occupò il sultanato di Adal (una delle regioni musulmane dell'impero etiope) e da lì invase l'Etiopia, alla testa di un'orda di guerrieri somali arrivati al suo fianco dopo la proclamazione del jihād.
I portoghesi inviarono una flotta in aiuto al negus. In un primo momento, i moschettieri portoghesi sembrarono poter decidere le sorti della guerra in favore dell'Etiopia. Tuttavia, nell'agosto del 1542 subirono una pesante sconfitta a Wofla.
Nel 21 febbraio 1543 i musulmani furono a loro volta fortemente sconfitti dal figlio di Dawit II, l'imperatore Atsnaf Sagad I, con l'aiuto di un contingente portoghese nella battaglia di Wayna Daga, in cui perse la vita lo stesso Ahmad. Una volta sconfitti i musulmani, i portoghesi chiesero che il negus di Etiopia si sottomettesse ufficialmente alla Chiesa latina, ma il sovrano etiope si rifiutò.
Tuttavia la pace durò poco: nei successivi sedici anni il sovrano etiope affronterà un periodo di guerra continua prima con gli Oromo provenienti da sud e successivamente con i sultanati dell'est, desiderosi di vendicare la morte di Ahmed Gragn. Il 23 marzo del 1559, l'imperatore è sconfitto presso Fatajar e decapitato: la sua testa venne prima portata ad Harrar e presentata alla vedova di Gragn, quindi esposta per tre anni in cima a una colonna.

### Rapporto con i gesuiti

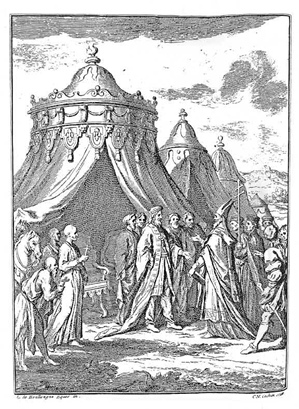
Re Susenyos I riceve il patriarca latino Alfonso Mendez

In seguito ai contatti fra l'Etiopia e i portoghesi i gesuiti entrarono nel Paese nel 1557, stabilendosi a Fremona. Inizialmente non vennero visti di buon occhio dalle autorità etiopi, ma nel XVII secolo, il gesuita Pedro Páez riuscì a conquistare la fiducia della corte e dell'imperatore, che concesse ai gesuiti di rimanere nel paese. In questo periodo i Gesuiti fecero costruire chiese ma anche ponti e altre opere di pubblica utilità. La loro diplomazia e la loro perseveranza convinsero l'imperatore Malak Sagad III a onorare la promessa fatta dai suoi predecessori ai soldati portoghesi giunti in soccorso contro gli eserciti musulmani, più di cinquant'anni prima: fare aderire l'Etiopia al rito romano, accettando la supremazia del papa.
Nel 1621 il sovrano etiope proclamò ad Axum, alla presenza dei suoi grandi feudatari, l'adesione del paese alla Chiesa cattolica: a quel punto il successore di Páez, Alfonso Mendez, capo dei gesuiti e patriarca latino di Etiopia, accelerò i tempi e senza alcun compromesso pretese l'immediato ri-battesimo dei cristiani etiopi, la ri-consacrazione delle chiese, l'abbandono della liturgia Ge'ez in favore della messa in latino (che nessuno però poteva capire) e la fine del culto dei santi etiopi (i cui resti sarebbero stati a volte buttati fuori dei santuari senza troppe cerimonie). Per chiunque si ribellava la punizione era l'amputazione della lingua o di un arto.
Nel 1632 il malcontento popolare sfociò in una vera e propria guerra civile, che si concluse con la sconfitta dell forze imperiali e l'abdicazione dell'imperatore in favore di suo figlio Fāsiladas. Il nuovo sovrano ristabilì la religione cristiana ortodossa etiope e nel 1633 espulse definitivamente i gesuiti; successivamente fondò nel nord-ovest la città di Gondar e ne fece la nuova capitale del regno, spezzando così la tradizione secolare della famiglia imperiale di spostarsi periodicamente di provincia in provincia (strategia ideale per garantire una pronta difesa dell'impero e per controllare l'operato dei propri feudatari). Nel 1699 arrivò in Etiopia l'esploratore e medico francese Jacques-Charles Poncet, il quale scrisse per il pubblico europeo una relazione sull'impero.

### Era dei Principi
Tra la metà del XVIII secolo e il 1855, l'Etiopia visse un periodo di isolamento denominato Zemene Mesafint o "Era dei Principi", durante il quale il Paese, suddiviso in molteplici feudi indipendenti tra loro, fu interessato da guerre per la supremazia tra i potenti ras locali; i numerosi imperatori che si succedettero, tutti di etnia oromo, avevano un potere limitato e dominavano solo la zona intorno alla capitale Gondar. Il secolo fu caratterizzato da un ristagno nello sviluppo sociale e culturale dell'impero, che fu attraversato da conflitti religiosi sia all'interno della Chiesa ortodossa etiope sia tra la Chiesa stessa e i musulmani.

### L'arrivo del colonialismo inglese e italiano nel Mar Rosso
L'Era dei Principi terminò nel 1855, con la presa del potere dell'imperatore Teodoro II, che, dopo aver accorpato i numerosi feudi in cui era suddiviso l'Impero centralizzando in tal modo il potere, iniziò l'opera di modernizzazione dell'Etiopia. Tuttavia, nel 1868, in seguito alla detenzione di alcuni missionari e rappresentanti del governo britannico, la Gran Bretagna lanciò una vittoriosa spedizione punitiva in Etiopia, al cui termine l'Imperatore si suicidò.

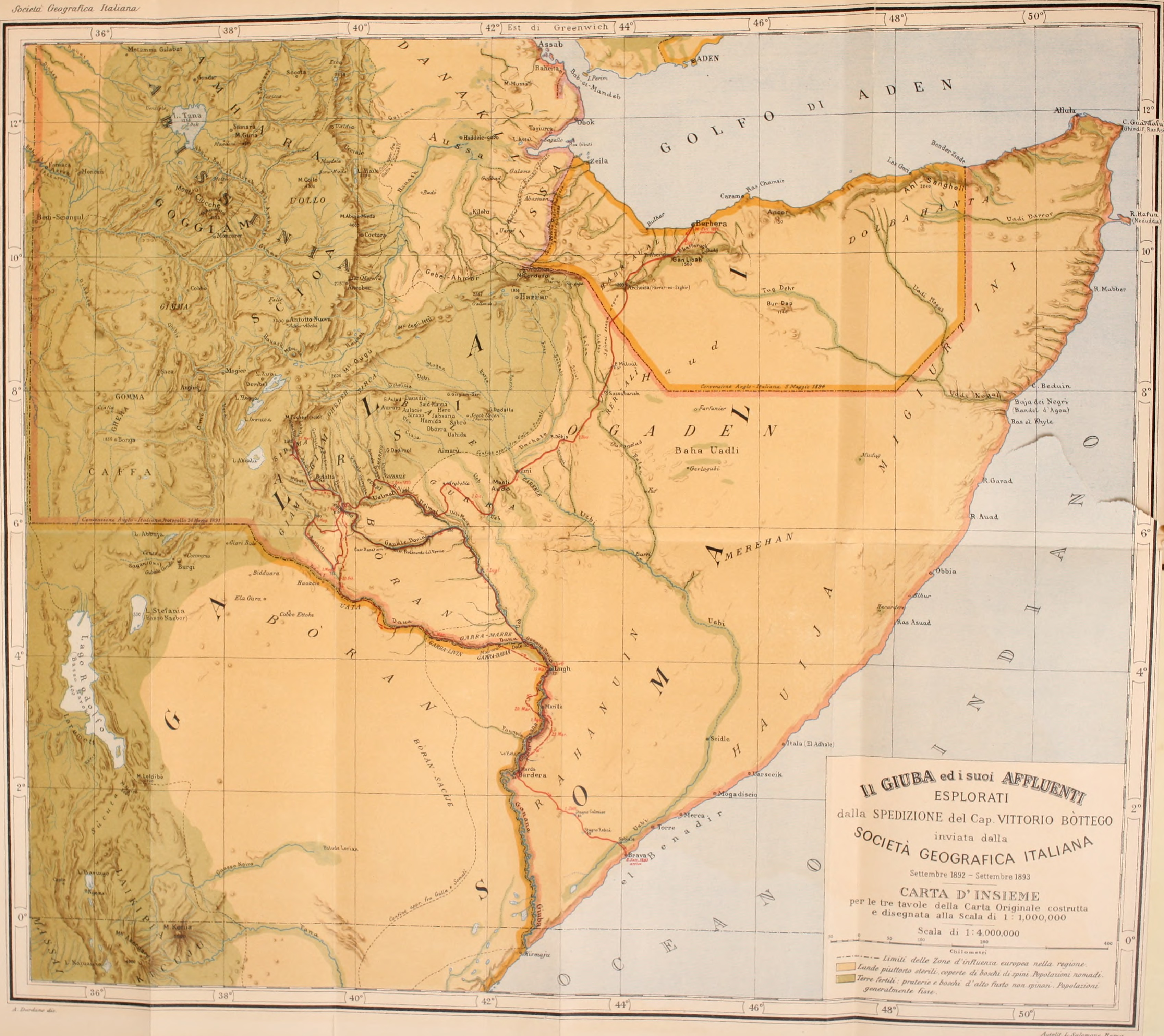
Mappa dell'Ottocento delle regioni dove avvennero le esplorazioni di Vittorio Bottego, dove si notano scritte le delimitazioni tra le zone d'influenza italiane e britanniche

Il successore di Teodoro II, Teclè Ghiorghìs II, fu sconfitto nel 1871 dal deggiasmac Cassa, che l'anno seguente fu proclamato imperatore con il nome di Giovanni IV. Durante il suo regno, l'apertura del canale di Suez diede avvio alla colonizzazione dell'Africa da parte dei Paesi europei.
Nel 1870 la compagnia italiana Rubattino firmò un Contratto di acquisto della Baia di Assab, in Eritrea, con il sultano locale.
Nel 1882 lo Stato italiano acquistò dalla Rubattino la baia di Assab, che costituì la base per le successive conquiste coloniali nelle regioni costiere dell'Eritrea. 
Iniziava così la penetrazione coloniale italiana nell'area e i primi scontri con l'Impero d'Etiopia, fino alla conquista dell'Eritrea nel 1888.

### Il regno di Menelik II e la guerra con il Regno d'Italia
nel 1875
     nel 1900

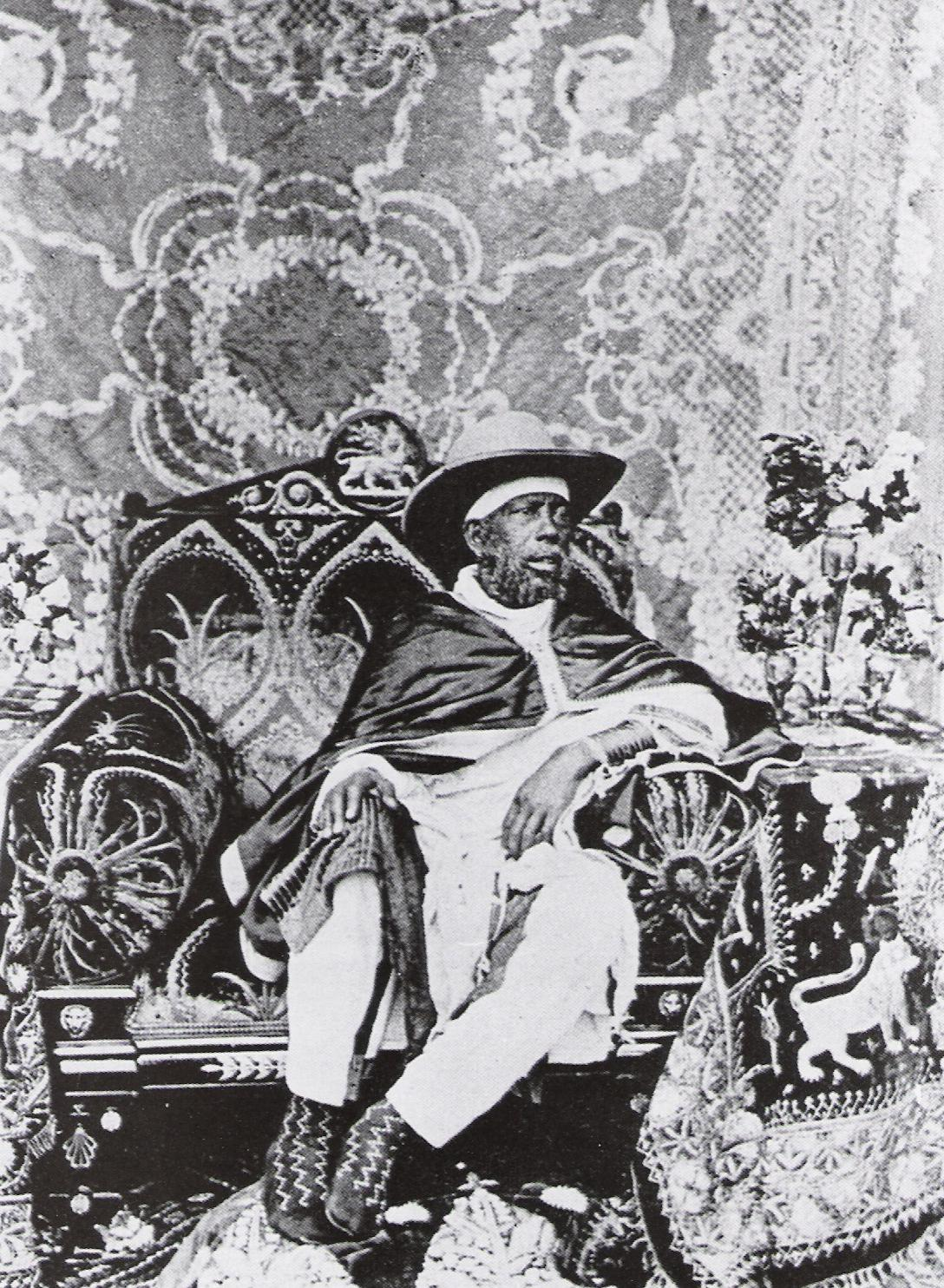
L'imperatore Menelik II

L'Impero d'Etiopia
nel 1875
nel 1900

Menelik II, già sovrano della regione di Scioà, divenne imperatore d'Etiopia nel 1889 succedendo all'imperatore Giovanni IV al posto di ras Mangascià Giovanni grazie all'appoggio italiano. Menelik II, che fu imperatore fino alla morte nel 1913, riportò al potere la dinastia Salomonide che si esaurirà con l'ultimo imperatore Hailé Selassié.
A partire dagli anni 1880, Menelik II incorporò al regno di Scioà, i territori occidentali degli Oromo, il Tigrè e l'Amara (Sidama, Gurage, Wolayta e Dizi).
.
Tra le truppe imperiali figurava la milizia Oromo Shewan di Ras Gobena. Molti dei territori annessi non avevano mai fatto parte prima del dominio etiope, che arrivava così a estendersi fino ai confini attuali. Ben presto delegazioni diplomatiche delle potenze europee (Gran Bretagna e Francia) arrivarono nella capitale etiope per negoziare trattati di buon vicinato con la nuova potenza confinante.
Durante la conquista dei territori Oromo l'esercito imperiale etiope si macchiò di atrocità di massa contro la popolazione, incluse mutilazioni, massacri e presa di schiavi su larga scala. Alcune stime riportano fino a un milione di morti durante la campagna militare.
Al termine della conquista italiana dell'Eritrea, nel 1889, il governo italiano e il nuovo imperatore Menelik II stipularono il trattato di Uccialli, che prevedeva anche il riconoscimento da parte di Menelik II delle acquisizioni italiane in Eritrea. Tuttavia, le clausole del trattato (scritto in italiano e in amarico), riguardanti il vincolo del governo etiope di servirsi della diplomazia italiana per intrattenere rapporti con le altre nazioni europee, furono redatte in due versioni non esattamente corrispondenti tra le due lingue. Menelik II pretese quindi una revisione del trattato prima dei tempi stabiliti, ma il governo italiano rifiutò, ritenendo di aver assunto un protettorato in Etiopia.
La controversia diede avvio nel 1895 alla guerra di Abissinia, che si concluse l'anno seguente con la battaglia di Adua, in cui l'Italia fu pesantemente sconfitta. Fu quindi firmato nella nuova capitale etiope il trattato di Addis Abeba, che disciplinò i confini dell'Eritrea e costrinse l'Italia a riconoscere la sovranità dell'Etiopia. Il confine lungo la linea Mareb-Belesa-Muna rimase inalterato, i prigionieri italiani furono restituiti in cambio del pagamento delle spese per il loro sostentamento e furono avviate nuove trattative commerciali.
Negli anni seguenti Menelik II proseguì nell'opera di modernizzazione del Paese e la politica di espansionismo; morì nel 1913, dopo aver conquistato tutte le regioni del sud e dell'est dell'Impero.

### Iasù V, Zauditù e Hailé Selassié

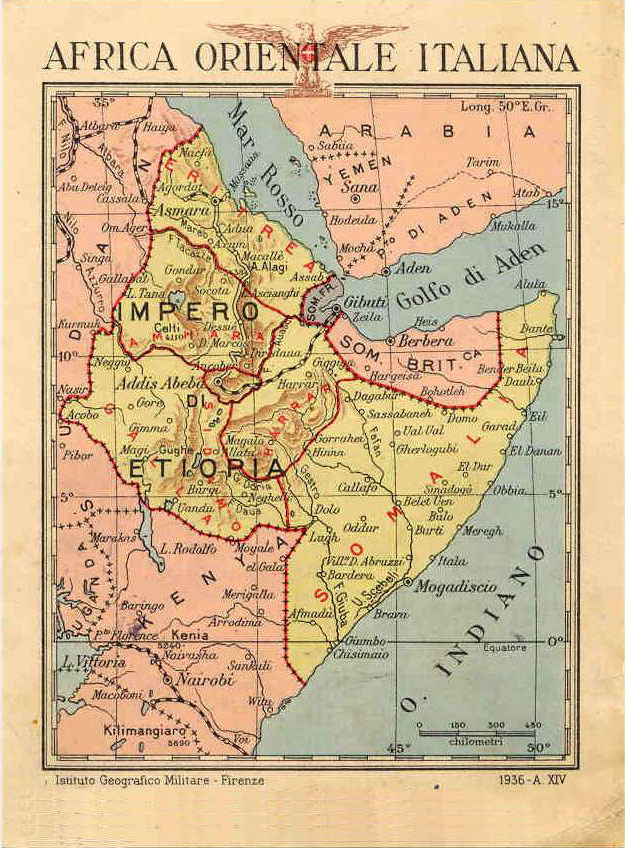
Mappa dell'Africa Orientale Italiana nel 1936.

Dopo tre anni di reggenza da parte del nipote Iasù V, deposto nel corso di una rivolta, nel 1916 divenne imperatrice Zauditù, figlia di Menelik II. Zauditù dovette condividere il potere, in maniera conflitturale, con il cugino ed erede designato ras Tafarì Maconnèn, in qualità di enderassié (ossia reggente e vicario imperiale). Tafarì proseguì nell'opera di modernizzazione del Paese, ottenendo nel 1923 l'ingresso dell'Etiopia nella Società delle Nazioni. Dopo l'improvvisa morte di Zauditù, nel 1930 fu incoronato imperatore con il nome di Hailé Selassié.

### La conquista italiana
In seguito ai fatti dell'incidente di Ual Ual, il 3 ottobre 1935 il Regno d'Italia attaccò l'Etiopia senza dichiarazione di guerra. L'aggressione fu condannata dalla Società delle Nazioni, che impose sanzioni economiche all'Italia fascista.
Gli italiani riuscirono a sconfiggere la resistenza degli etiopi, utilizzando in alcuni casi anche armi chimiche quali l'iprite, e a spingersi fino alla capitale Addis Abeba, nella quale entrarono il 5 maggio 1936. La guerra d'Etiopia fu dichiarata conclusa il 9 maggio 1936 da Mussolini, pochi giorni dopo la partenza volontaria di Hailé Selassié per l'esilio in Gran Bretagna. In tale occasione, re Vittorio Emanuele III assunse il titolo di Imperatore d'Etiopia e il Paese fu integrato nella nuova colonia dell'Africa Orientale Italiana insieme a Eritrea e Somalia.. Iniziò un periodo di riorganizzazione del territorio, ammodernamento della capitale e la fondazione di città e borghi agricoli a opera di vari enti regionali e nazionali. Tra le città di fondazione che ebbero esito concreto si ricordino le tre città di Bari d'Etiopia a opera dell'Ente Puglia d'Etiopia e le due città 'gemelle di Olettà e Biscioftù a opera dell'O.N.C. i cui progetti furono redatti dall'Architetto Saverio Dioguardi.

### Il periodo coloniale italiano

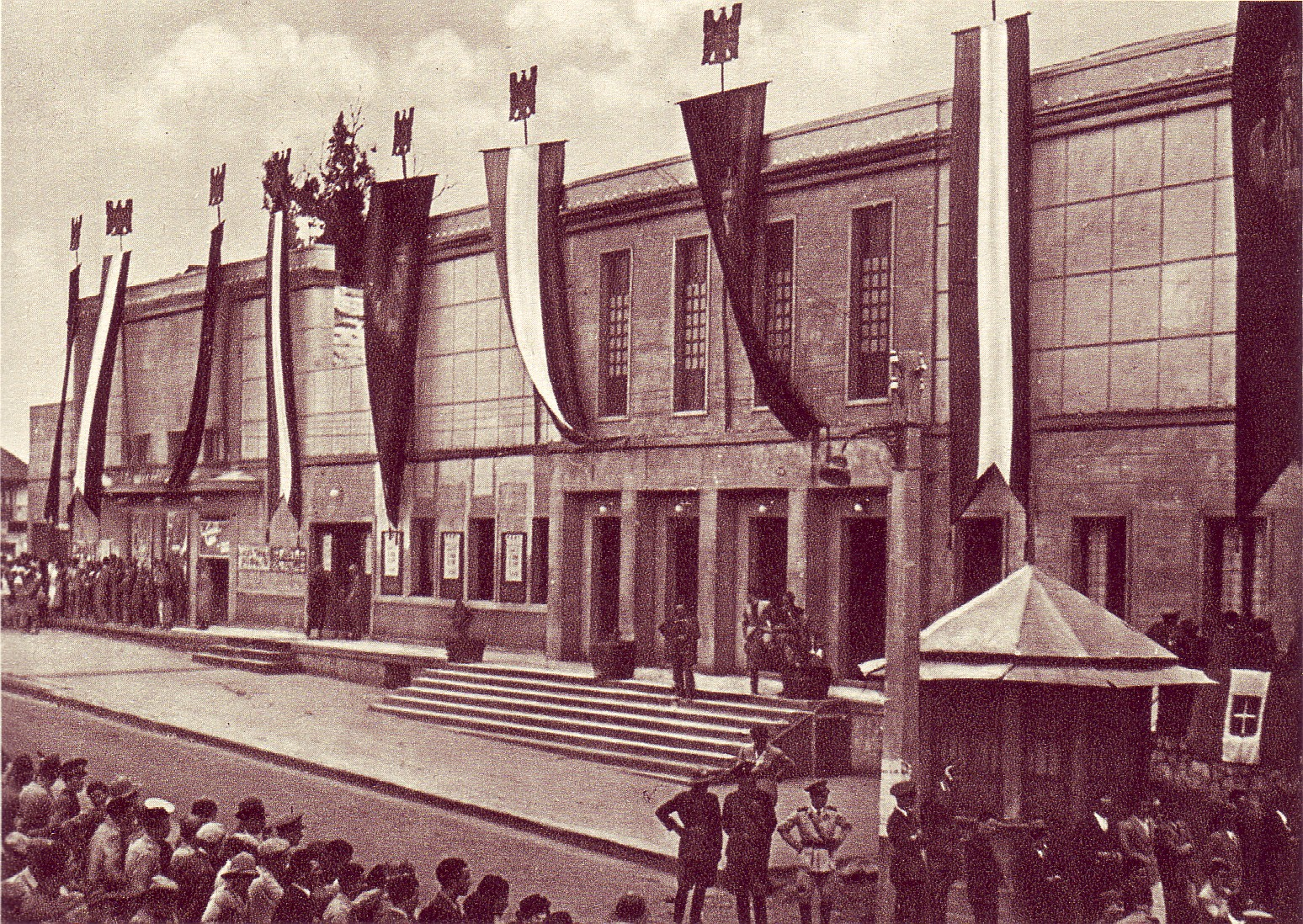
Il cinema Italia ad Addis Abeba, poi reintitolato cinema Ethiopia (1937)

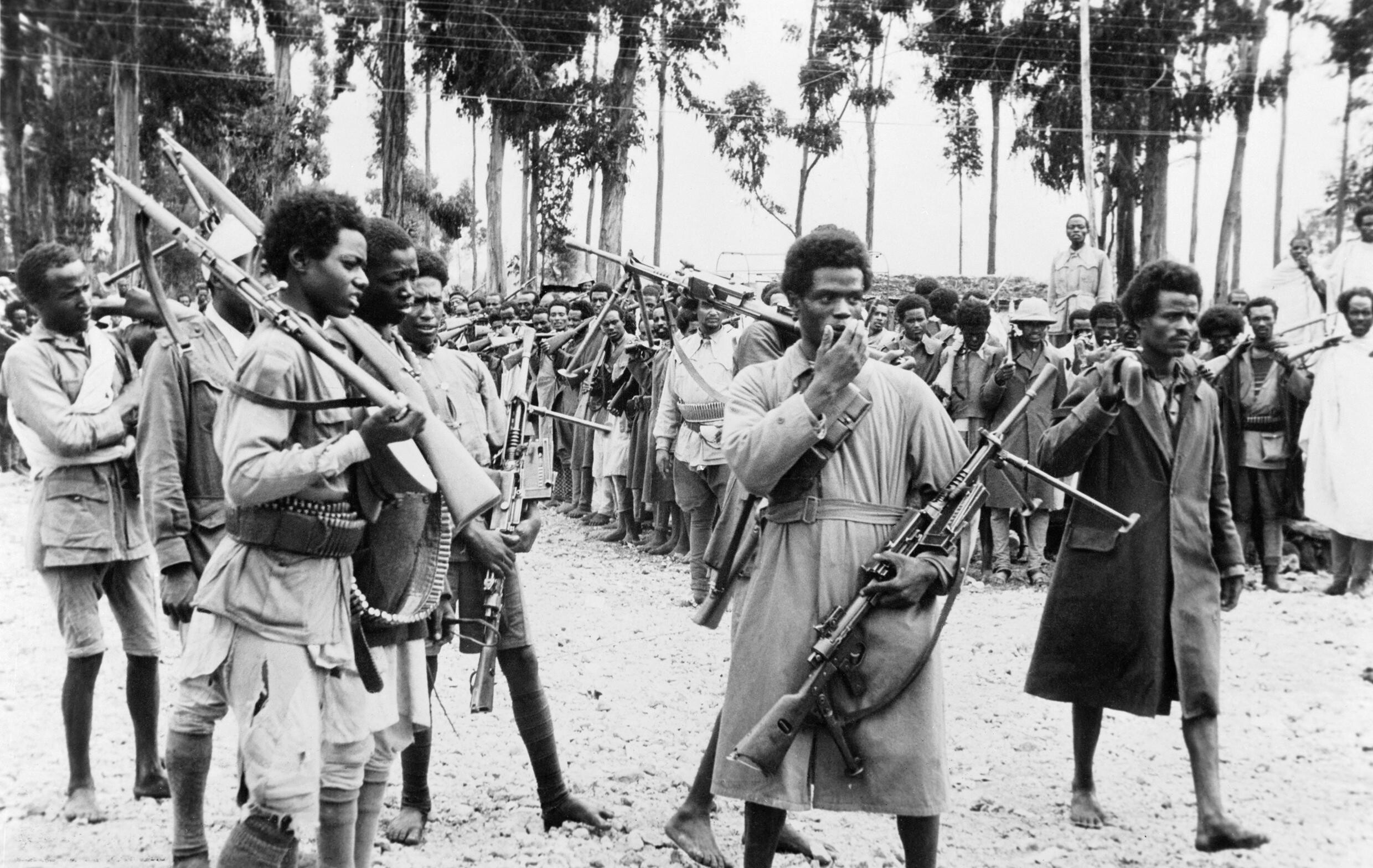
Soldati etiopi ad Addis Abeba mentre ascoltano il proclama che annuncia il ritorno nella capitale dell'imperatore Hailé Selassié (maggio 1941)

L'Etiopia fu così annessa all'Africa Orientale Italiana. L'occupazione relativamente breve, cinque anni, e le difficoltà di pacificazione della zona, non permisero il completamento dei progetti che puntavano a far diventare la zona "il fiore all'occhiello dell'Impero Italiano": nelle campagne proseguì infatti la resistenza dei guerriglieri etiopi arbegnuoc guidata da numerosi ras, nonostante le dure azioni repressive di risposta delle forze italiane.
In seguito a un attentato al Maresciallo Graziani, nel 1937 venne compiuta una rappresaglia sulla popolazione civile che costò agli etiopi molti morti; le stime degli storici variano da "più di 5.000", a "fino a 10.000" per gli storici inglesi, "quasi 30.000" per gli storici etiopi. Gli accertamenti delle autorità coloniali italiane riportarono il computo dei morti etiopici a più di 300.
L'Etiopia fu, insieme all'Eritrea, la colonia italiana maggiormente interessata dalla costruzione di nuove strade, infrastrutture, ponti e urbanizzazione; il governo italiano pianificò una serie di lavori pubblici in tutto il Paese, tra cui il piano regolatore di Addis Abeba del 1938.
Le leggi del Regno d'Italia furono applicate in tutto l'Impero per quanto riguarda la schiavitù, che fu abolita. Questo processo richiese misure transitorie dato l'alto numero di schiavi presenti, stimati in 9 milioni, ma le amministrazioni locali furono efficienti, e si possono ricordare De Bono in Tigré o Tomellini in Agarò. Normalmente, gli schiavi liberati ritornarono dai loro ex-padroni i quali tuttavia non ebbero più la proprietà dell'individuo.

### Il ritorno di Hailé Selassié

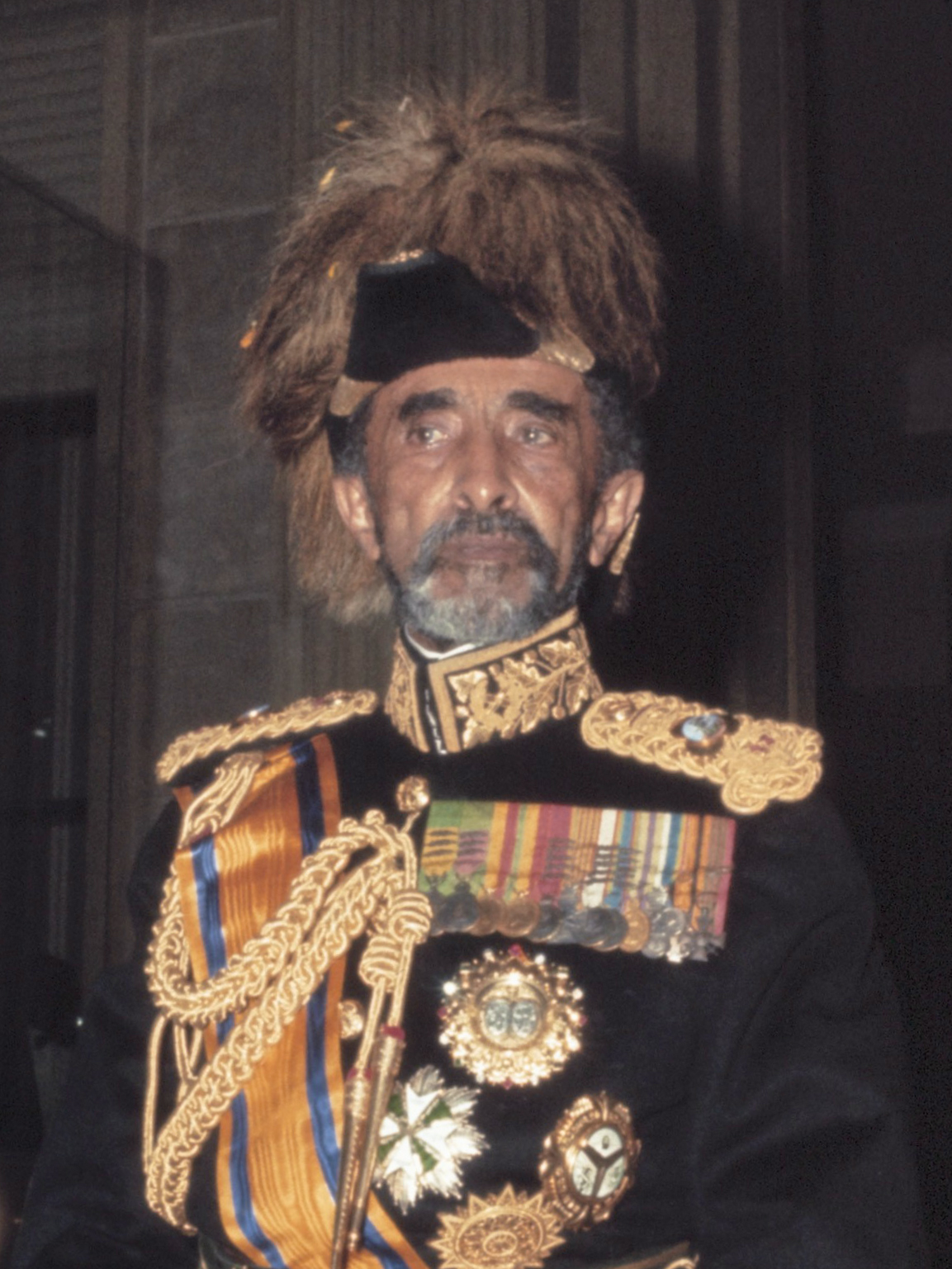
L'imperatore Hailé Selassié nel 1969

In seguito all'ingresso dell'Italia nella seconda guerra mondiale nel 1940, l'anno seguente le forze britanniche insieme agli arbegnuoc riuscirono a riconquistare il paese e a reinsediare il deposto Negus Haile Selassie il 5 maggio 1941, esattamente cinque anni dopo la sua deposizione.
Hailé Selassié tornò alla guida dell'Impero, seppur per alcuni anni limitato nei poteri in base al trattato anglo-etiope del 1942. Una guerriglia italiana perdurò tuttavia fino al 1943.
Nel 1950 l'Eritrea divenne una regione autonoma federata dell'Etiopia per decisione del Consiglio di sicurezza delle Nazioni Unite, ma nel 1962 fu annessa unilateralmente dall'imperatore, scatenando l'inizio di una trentennale guerra per l'indipendenza.
Hailé Selassié proseguì l'opera di modernizzazione del Paese sopprimendo il potere dell'aristocrazia terriera, riformando l'esercito e promulgando la prima Costituzione nel 1955. Simbolo anticolonialista, il negus divenne icona e "messia" della corrente politico-religiosa nota come Rastafarianesimo.
La capitale etiope Addis Abeba divenne nel 1963 la sede dell'Organizzazione dell'unità africana.
Ciònonostante l'Etiopia non riuscì a uscire dall'organizzazione di stampo feudale e il potere rimase sempre fortemente accentrato nelle mani dell'Imperatore, che subì un primo tentativo di colpo di Stato nel 1960.
La situazione nel Paese peggiorò in seguito alla carestia e alla crisi energetica mondiale del 1973; il negus, ormai ottantenne, negò l'esistenza della carestia che stava decimando le regioni di Wollo e del Tigré rifiutandosi di intervenire.
I primi scioperi si verificarono l'anno seguente e Hailé Selassié tentò di sedare le rivolte sostituendo il primo ministro, arrestando vari funzionari corrotti e promettendo una nuova Costituzione.
Per l'esercito, già da anni in agitazione, fu il pretesto per agire: nel 1974 mise in atto un colpo di Stato che rovesciò la monarchia, incarcerando l'imperatore e proclamando la nascita del Derg. Inizialmente la giunta militare offrì il titolo di re al figlio di Hailè Selassiè, ma, dopo un suo duro comunicato radio diffuso dall'Inghilterra (dove era in esilio) contro i generali etiopi, essa venne ritirata.
I membri della famiglia imperiale che si trovavano in Etiopia vennero sistematicamente incarcerati, per essere rilasciati tutti solo nel 1989; nell'aprile dello stesso anno al principe ereditario Asfaw Wossen venne conferito il titolo di "imperatore d'Etiopia", dai membri della comunità etiope a Londra.

### La fine dell'Impero

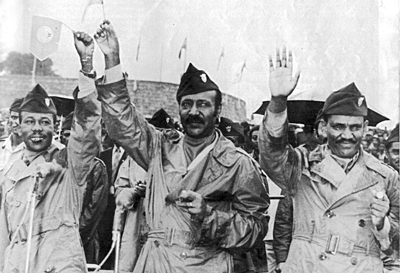
I capi del Derg; Menghistu Hailè Mariàm, Aman Mikael Andom e Atnafu Abate.

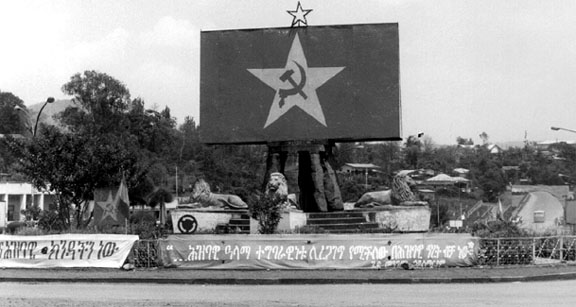
Monumento rivoluzionario con il Leone di Giuda e i simboli comunisti (stella e falce e martello)

Il 12 settembre del 1974 un colpo di Stato compiuto da un gruppo di ufficiali dell'esercito etiope segnò l'inizio della guerra civile. Il Derg detronizzò Hailé Selassié e lo rinchiuse nel palazzo di Menelik II; inizialmente incoronò al suo posto il figlio Amhà Selassié, ma il 12 marzo del 1975 proclamò la fine del regime imperiale e la nascita di uno Stato comunista. Hailé Selassié morì il 27 agosto di quell'anno, probabilmente soffocato con un cuscino.
Nel 1977, nella lotta interna tra le diverse fazioni del Derg, prevalse quella più radicale guidata dal maggiore Menghistu Hailè Mariàm, che instaurò per alcuni anni il cosiddetto regime del Terrore rosso. Nel 1987 il Paese prese il nome di Repubblica Popolare Democratica d'Etiopia e la dittatura fu sostituita dal regime monopartitico del Partito dei Lavoratori d'Etiopia. Con la fine del comunismo in Europa orientale in seguito alle rivoluzioni del 1989, il Negus Rosso perse l'appoggio dell'URSS e nel 1991 fuggì in Zimbabwe, travolto dal Fronte Democratico Rivoluzionario del Popolo Etiope, che assunse il potere nella nuova Repubblica Federale Democratica d'Etiopia.
Nel 1991 il regime del Derg venne abbattuto dai ribelli dell'EPRDF che proclamarono la nascita della repubblica e Amha Selassie fondò il Moa Anbessa Party per promuovere la restaurazione della monarchia in Etiopia e quindi il suo ritorno in patria; tuttavia, nonostante i suoi sforzi, nella Costituzione del 1995 venne riconfermata l'abolizione dell'istituto monarchico.
Nel 1992 furono rinvenuti, sepolti sotto una latrina del palazzo di Menelik II, i resti di Hailé Selassié, che furono recuperati e nel 2000 traslati solennemente nella cattedrale della Santissima Trinità di Addis Abeba, nella cui cripta si trovavano già le spoglie di Amhà Selassié.

### Esplicative
1. ↑  Insieme alla Persia e al Giappone
2. ↑  gli storici non sono concordi nella data esatta: 1755 o 1769

### Bibliografiche
1. ↑   Copia archiviata, su nationalanthems.us. URL consultato il 4 novembre 2017 (archiviato dall'url originale il 7 novembre 2017).
2. ↑  https://ourworldindata.org/explorers/population-and-demography?tab=table&facet=none&Metric=Population&Sex=Both+sexes&Age+group=Total&Projection+Scenario=None
3. ↑   Zagwe, su treccani.it. URL consultato il 9 novembre 2017 (archiviato dall'url originale il 9 novembre 2017).
4. ↑   Imperatóre, su treccani.it. URL consultato il 9 novembre 2017 (archiviato dall'url originale il 10 novembre 2017).
5. 1 2  Adejumobi, p. 79.
6. ↑  Pankhurst, p. 45.
7. ↑  Negash, p. 8.
8. ↑  come la Cronaca di Parigi, e i manoscritti di Bruce 88, 91 e 93
9. ↑  tra cui il libro di Pedro Páez e di Manuel de Almeida
10. ↑  GWB Huntingford, "La ricchezza dei Re' e la fine della dinastia Zāguē", Bollettino della Scuola di Studi Orientali e Africani, 28 (1965), p. 8
11. ↑  Paul B. Henze, Layers of Time. (New York: Palgave, 2000), p. 50 n.19
12. ↑  David Buxon, nel libro The Abyssinians (New York, Praeger 1970), p. 44
13. ↑  GWB Huntingford, "'The Wealth of Kings'", p. 2
14. ↑  Keller, pp. 17-18.
15. ↑  Mortimer, p. 111.
16. ↑  Beshah, Aregay, p. 25.
17. 1 2  Beshah, Aregay, pp. 45-52.
18. ↑  Keller, p. 21.
19. ↑  Keller, pp. 21-27.
20. ↑  Keller, pp. 27-28.
21. ↑   Massimo Romandini, L'acquisto di Assab, l'esordio del colonialismo italiano, su ilcornodafrica.it. URL consultato il 6 novembre 2017.
22. 1 2   Menelìk II, su treccani.it. URL consultato il 7 novembre 2017 (archiviato dall'url originale l'8 novembre 2017).
23. ↑   John Young, Regionalism and Democracy in Ethiopia, in Third World Quarterly, vol. 19, n. 2, 1998,  p. 192, DOI:10.1080/01436599814415, JSTOR 3993156.
24. ↑  International Crisis Group, "Ethnic Federalism and its Discontents". Issue 153 of ICG Africa report (4 September 2009) p. 2.
25. ↑   Eike Haberland, An Amharic Manuscript on the Mythical History of the Adi kyaz (Dizi, South-West Ethiopia), in Cambridge University Press on behalf of School of Oriental and African Studies, vol. 46, n. 2, 1983,  p. 240. URL consultato il 19 settembre 2023.
26. ↑   Edward C. Keefer, Great Britain and Ethiopia 1897–1910: Competition for Empire, in International Journal of African Studies, vol. 6, n. 3, 1973,  p. 470, JSTOR 216612.
27. 1 2 3  Conquest, Tyranny, and Ethnocide against the Oromo: A Historical Assessment of Human Rights Conditions in Ethiopia, ca. 1880s–2002 by Mohammed Hassen, Northeast African Studies Volume 9, Number 3, 2002 (New Series)
28. ↑  Genocidal violence in the making of nation and state in Ethiopia by Mekuria Bulcha, African Sociological Review
29. ↑  A. K. Bulatovich, Ethiopia Through Russian Eyes: Country in Transition, 1896–1898, translated by Richard Seltzer, 2000
30. ↑  Power and Powerlessness in Contemporary Ethiopia by Alemayehu Kumsa, Charles University in Prague
31. ↑   Uccialli, Trattato di, su treccani.it. URL consultato il 3 settembre 2017.
32. ↑  Negash, 2005, pp. 13-14.
33. 1 2   Addis Abeba, su treccani.it. URL consultato il 3 settembre 2017.
34. ↑  Nicolosi, p. 263.
35. ↑  Beltrami, p. 249.
36. ↑  Nicolosi, p. 273.
37. ↑  Beltrami, p. 250.
38. ↑  Beltrami, p. 251.
39. ↑  Beltrami, pp. 254-256.
40. ↑  Beltrami, pp. 257-258.
41. 1 2  Beltrami, p. 265.
42. ↑  Clapham, Christopher, "Ḫaylä Śəllase" in Siegbert von Uhlig, ed., Encyclopaedia Aethiopica: D-Ha (Wiesbaden:Harrassowitz Verlag, 2005), pp. 1062–3.
43. ↑   V. C. Galati e F. Canali,, La notorietà italiana del Piano Regolatore di Saverio Dioguardi per il Centro rurale di "Bari d'Etiopia" (1939-1940), in A.S.U.P., 4. 2016.
44. ↑   Virgilio C. Galati, Saverio Dioguardi e il Piano Regolatore dei "Villaggi agricoli Nazionali" di Olettà e Biscioftù nell'Etiopia Italiana (1936-1940) a opera dell'O.N.C., in A.S.U.P., 4, 2016.
45. ↑   Virgilio C. Galati, Bari d'Etiopia (Harar): le vicende della fondazione del Centro urbano e l'utopia della colonizzazione agricola nell'Etiopia italiana (1937-1941), in A.S.U.P., 1, 2013.
46. ↑  G. Rochat, Le guerre italiane 1935-1943, pp. 300-301.
47. ↑  A. Del Boca, Gli italiani in Africa orientale, vol. III, pp. 338-340 e 458-460.
48. ↑  Beltrami, pp. 266-267.
49. ↑  Henze, p. 226.
50. ↑  Marcus, p. 149.
51. ↑  Beppe Pegolotti, L'attentato a Graziani, articolo su Storia illustrata, 1971, pag. 100. Secondo Beppe Pegolotti, presente agli avvenimenti, "c'è da dire che ci fu molta esagerazione da parte dei corrispondenti esteri, circa il numero degli uccisi, che fu fatto ascendere addirittura a tremila. L'eccidio fu pesante. Ma gli accertamenti stabilirono il numero in circa trecento. Si ebbero, purtroppo, diversi casi di esecuzione sommaria, ai quali tuttavia le truppe rimasero estranee. I cadaveri furono lasciati per tre giorni sui margini delle strade, nei prati antistanti i "tucul". Il mercato indigeno fu distrutto dalle fiamme, incendiati furono anche certi gruppi di "tucul" dove erano stati trovati fucili e munizioni."
52. ↑  Beltrami, pp. 274-276.
53. ↑  Del Boca, Angelo. Italiani in Africa Orientale: La conquista dell'Impero, p.131.
54. ↑   Copia archiviata, su mymilitaria.it. URL consultato il 17 dicembre 2017 (archiviato dall'url originale il 1º novembre 2016).
55. ↑  Beltrami, p. 310.
56. ↑  Rochat, pp. 300-301.
57. ↑  Del Boca, pp. 338-340, 458-460.
58. ↑  Shinn, Ofcansky, p. 43.
59. ↑  Centro Studi Internazionali, p. 10.
60. ↑  Levin, pp. 447-450.
61. ↑   Unione Africana, su treccani.it. URL consultato il 7 novembre 2017.
62. 1 2 3 4   Renzo Paternoster, Hailé Selassié, per la leggenda discendente di re Salomone, su win.storiain.net. URL consultato il 7 novembre 2017.
63. ↑  Valdés Vivó, p. 21.
64. ↑  Valdes Vivo, p. 25.
65. ↑  Shinn, Ofcansky, p. 55.
66. ↑  Shinn, Ofcansky, p. 195.
67. ↑   Ian Jack, Necessary Journeys, Granta, 2001,  p. 124, ISBN 978-1-929001-03-3.
68. ↑  Giovagnoli, Pons, p. 413.
69. ↑  Pedrazzi, p. 226.
70. ↑  Repubblica federale democratica d'Etiopia, p. 5.